# Palazzo Manzoni (Forlì)
Il palazzo Manzoni è un palazzo quattrocentesco di Forlì, che sorge lungo la via Emilia nel tratto di corso Garibaldi, nella parte antica della città.
All'inizio il palazzo appartenne alla famiglia Morattini, dalla quale prende il nome anche il vicino ponte "dei Brighieri". Vi era annessa la chiesa di San Bernardo, in seguito di Sant'Antonio, che venne restaurata del 1785 e distrutta nell'Ottocento.
Nell'Ottocento il palazzo fu acquistato da Domenico Manzoni, un nobile faentino, che lo fece ristrutturare all'interno secondo il gusto neoclassico, mantenendo la facciata originaria e inserendo uno scalone monumentale. Vi sono ospitati  bassorilievi e statue di Giovan Battista Ballanti Graziani e decorazioni e affreschi di Felice Giani.
Nel novembre 2008 sono state realizzate le immagini termiche all'infrarosso dell'intero palazzo.